# Dabloons

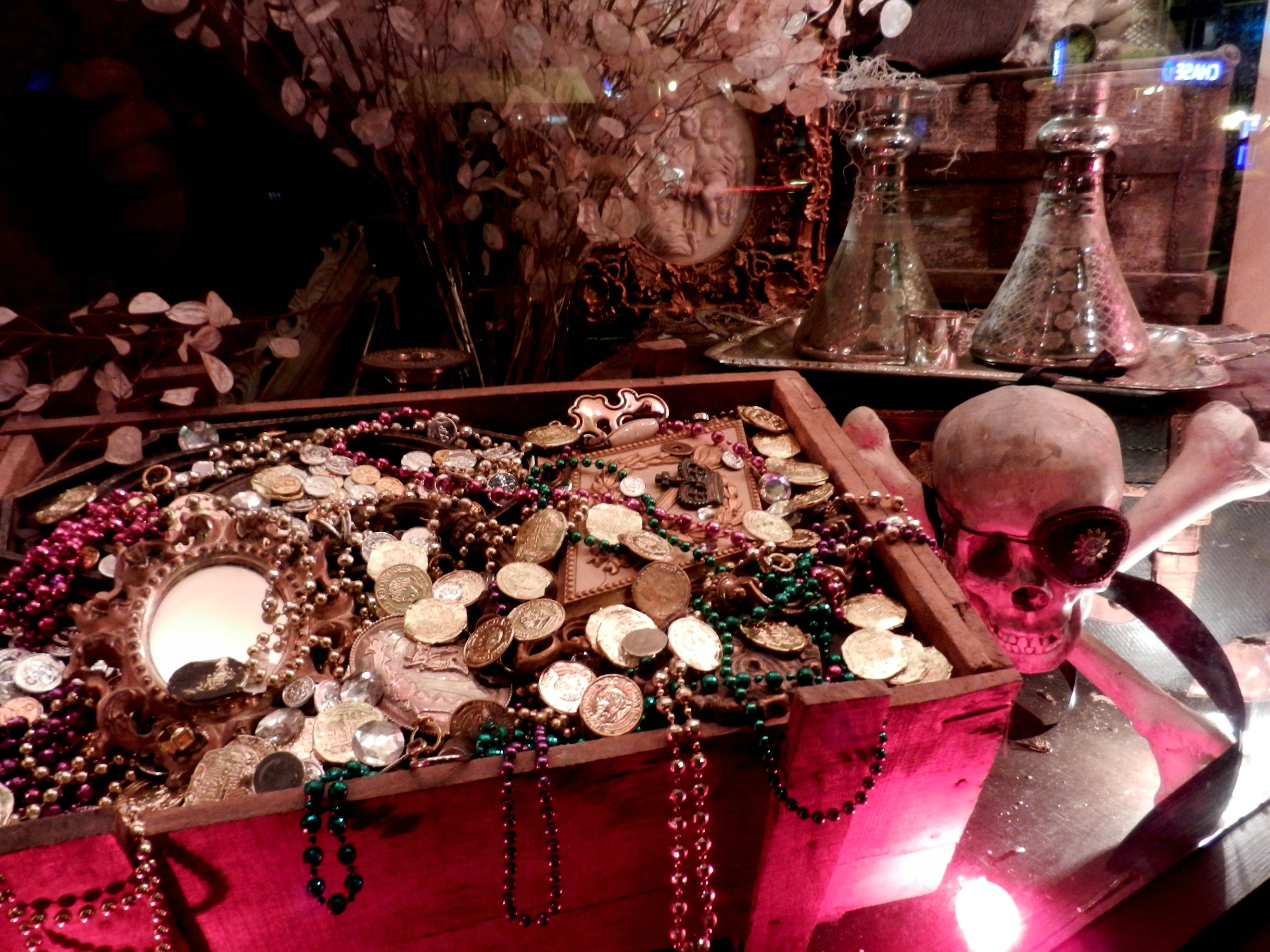
Doubloons jako měna používaná španělskými obchodníky a piráty v 17. a 18. století

Dabloons, též Doubloons, jsou fiktivní měna původem ze Španělska. Vznikla jako trend na sociální platformě TikTok. V přímém překladu ze španělštiny název znamená dublony, staré zlaté mince, které používali staří španělští obchodníci a piráti.

## Historie
Původ dabloons začal už v dubnu roku 2021, kde instagramový účet catz.jpeg zveřejnil fotku kočky, která měla zvednutou a roztáhlou packu. Pod obrázkem byl titulek „4 dabloons“. Dále byly vytvořeny další podobné variace obrázku. 
Ve druhé polovině října se staly dabloons trendem na TikToku v podobě slideshow obrázků. Na konci listopadu dosáhl trend největší popularity.

## Ekonomika
Nejčastější způsob, jak získat dabloons bylo narazit na kočičí (nebo jiné mytické bytosti) obchodníky s dabloons na stránce pro tebe na TikToku. Účastníci trendu se jmenovali cestovatelé (z anglického slova traveller). Dále jste potkávaly obchodníky se zbožím, se kterými jste uzavíraly obchody. Trend byl založen na dohodě a důvěře. Postupem času začali být obchodníci chamtiví, a začali okrádat cestovatele. Dále vznikla „dabloon inflace“ spolu s dabloon vládou, která ji kontrolovala.